# Manodirphia manes
Manodirphia manes is een vlinder uit de familie nachtpauwogen (Saturniidae). De wetenschappelijke naam is, als Ormiscodes manes, voor het eerst gepubliceerd in 1897 door Herbert Druce. De combinatie in Manodirphia werd in 2012 gemaakt door Ronald Brechlin en Frank Meister.